# سقاخانه آقاجانی‌بیگ
سقاخانه آقاجانی‌بیگ در محوطهٔ کوی آقاجانی‌بیگ نزدیک بلوار مدنی در شهر همدان قرار دارد. این سقاخانه از آجر و سیمان در اتاقکی به عرض ۲ متر و ارتفاع ۳ متر احداث شده‌است. در داخل این مکان سقاخانه‌ای است که در آن منبع آب و محل روشن نمودن شمع قرار دارد. مردم همدان این سقاخانه را مقدس و جهت ثواب و ادای نذر و شفای بیمار از آب آن استفاده و بعد از گرفتن حاجب در شب جمعه‌ای به این مکان آمده با روشن کردن شمع و ریختن گلاب و یخ در آب منبع سقاخانه ادای نذر می‌کنند.